# Gabriel Denys
Gabriel Denys, né le 17 avril 1974 en Allemagne, est un entraîneur professionnel français de volley-ball. 
Il grandit à Bergues, dans le Nord où il commence par pratiquer le football avant de se tourner vers le volley ball. Il occupera un poste de passeur en Nationale 2.
Lors de son service militaire, il rencontre Sébastien Martin, alors entraîneur de l’équipe féminine de Calais. Il passe alors tous les diplômes d’entraîneur et devient son adjoint.
Après quatre ans, il quitte Calais pour le RC Cannes et devient l’adjoint de Yan Fang .
En 2003, il fait ses débuts chez les garçons à Dunkerque, et leur permet de rejoindre la Pro A.
En 2006, il arrive à Saint-Quentin qu’il fait monter en 2008 en Pro A.
Il rejoint Beauvais en 2009 pour 2 ans.
Il fait une pause des terrains entre 2011 et 2015. Il sera néanmoins agent de développement régionale pour l’ASPTT Caen volley en 2013-2014,.
Il débarque chez le promu Nancy pour la saison 2015-2016, mais ne réussit pas à les maintenir en Ligue A.
En 2016, il arrive à Cambrai.

## Clubs
| Saison    | Championnat      | Club                          | Fonction                |
| 1997-1998 | Pro A (Féminine) | Stella Étoile sportive Calais | Entraîneur adjoint      |
| 1998-1999 | Pro A (Féminine) | Stella Étoile sportive Calais | Entraîneur adjoint      |
| 1999-2000 | Pro A (Féminine) | Stella Étoile sportive Calais | Entraîneur adjoint      |
| 2000-2001 | Pro A (Féminine) | RC Cannes                     | Entraîneur adjoint      |
| 2001-2002 | Pro A (Féminine) | RC Cannes                     | Entraîneur adjoint      |
| 2002-2003 | Pro A (Féminine) | RC Cannes                     | Entraîneur adjoint      |
| 2003-2004 | Pro B            | Dunkerque                     | Entraîneur              |
| 2004-2005 | Pro A            | Dunkerque                     | Entraîneur              |
| 2005-2006 | Pro B            | Dunkerque                     | Entraîneur              |
| 2006-2007 | Pro B            | Saint-Quentin                 | Entraîneur              |
| 2007-2008 | Pro B            | Saint-Quentin                 | Entraîneur              |
| 2008-2009 | Pro A            | Saint-Quentin                 | Entraîneur              |
| 2009-2010 | LAM              | Beauvais                      | Entraîneur              |
| 2010-2011 | LAM              | Beauvais                      | Entraîneur              |
| 2015-2016 | LAM              | Nancy                         | Entraîneur              |
| 2016-2017 | LBM              | Cambrai Volley                | Entraîneur              |
| 2017-2018 | LBM              | Cambrai Volley                | Entraîneur              |
| 2018-2019 | LBM              | Cambrai Volley                | Entraîneur              |
| 2019-2020 | LBM              | Cambrai Volley                | Entraîneur              |
| 2020-2021 | LAM              | Cambrai Volley                | Entraîneur              |
| 2021-2022 | LAM              | Cambrai Volley                | Manager puis entraineur |